# Іван Айвазовський (монета)
«Іва́н Айвазо́вський» — ювілейна монета номіналом 2 гривні, випущена Національним банком України. Присвячена всесвітньо відомому живописцю-мариністу, баталісту, меценату — Івану Костянтиновичу Айвазовському (1817—1900), на картинах якого море зображено у всій життєвій красі могутньої стихії. Іван Айвазовський народився в Криму, у Феодосії. Усе своє дитинство він провів біля моря, яке постійно його вабило. Тому його роботи переважно присвячені морю, але є чимало картин з українськими мотивами, на яких зображено Дніпро, степ, чумаки, весільні сценки.
Монету введено в обіг 11 липня 2017 року. Вона належить до серії «Видатні особистості України».

## Опис та характеристики монети
| Номінал грн. | Метал      | Маса, грам | Діаметр, мм. | Якість виготовлення       | Гурт     | Тираж, штук                                        |
| ------------ | ---------- | ---------- | ------------ | ------------------------- | -------- | -------------------------------------------------- |
| 2            | нейзильбер | 12,8       | 31           | спеціальний анциркулейтед | рифлений | 35 000 (у тому числі 10 000 в сувенірній упаковці) |

### Аверс
На аверсі монети розміщено: угорі малий Державний Герб України та напис «УКРАЇНА»; стилізований фрагмент картини І. Айвазовського в жанрі образотворчого мистецтва марини; унизу: номінал «2 ГРИВНІ», логотип Банкнотно-монетного двору Національного банку України; рік карбування монети «2017» (угорі ліворуч).

### Реверс
На реверсі монети зображено портрет Івана Айвазовського; ліворуч написи: «ІВАН АЙВАЗОВСЬКИЙ» (півколом), роки його життя «1817/1900»; праворуч на тлі завіси — факсиміле художника.

10000 монет із загального тиражу було випущено у буклетах
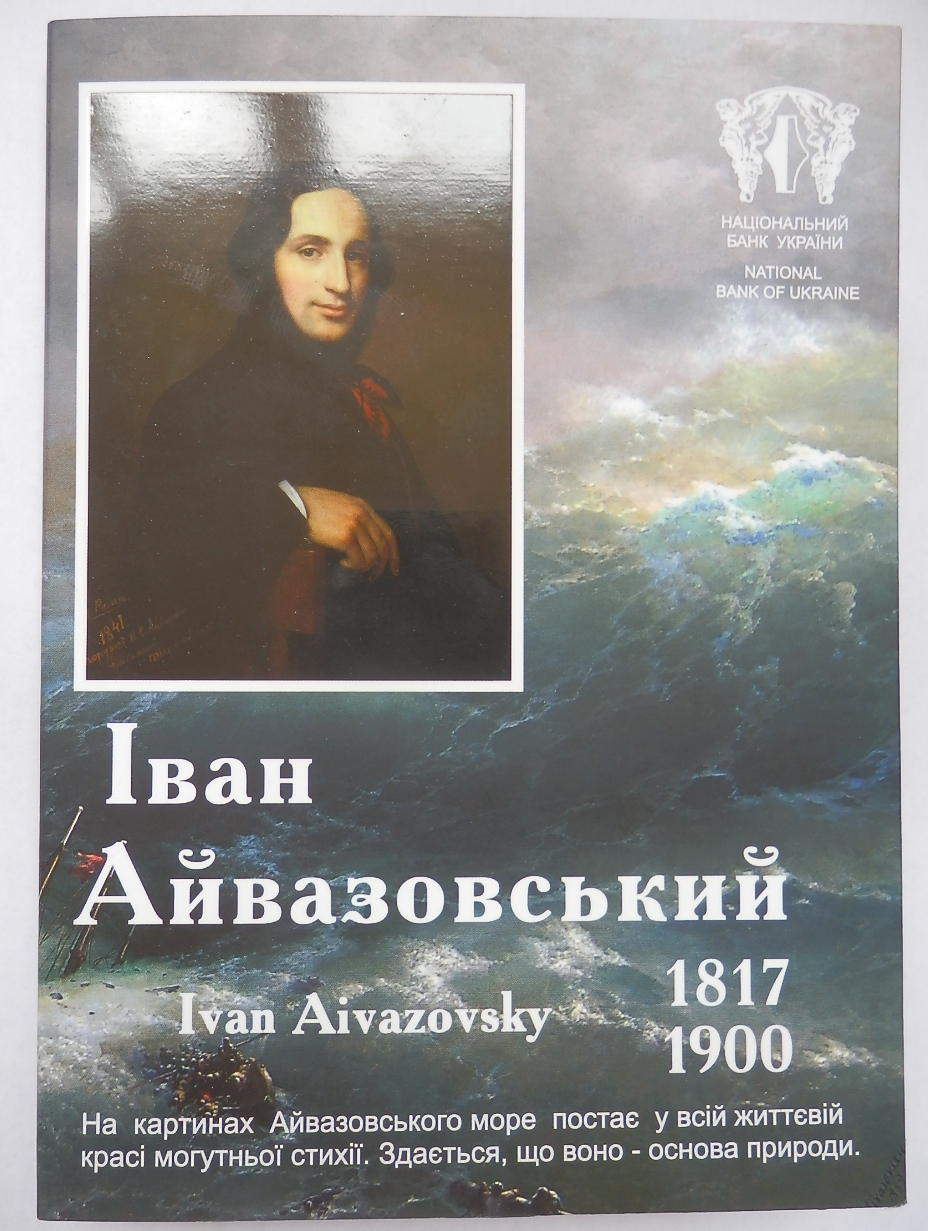
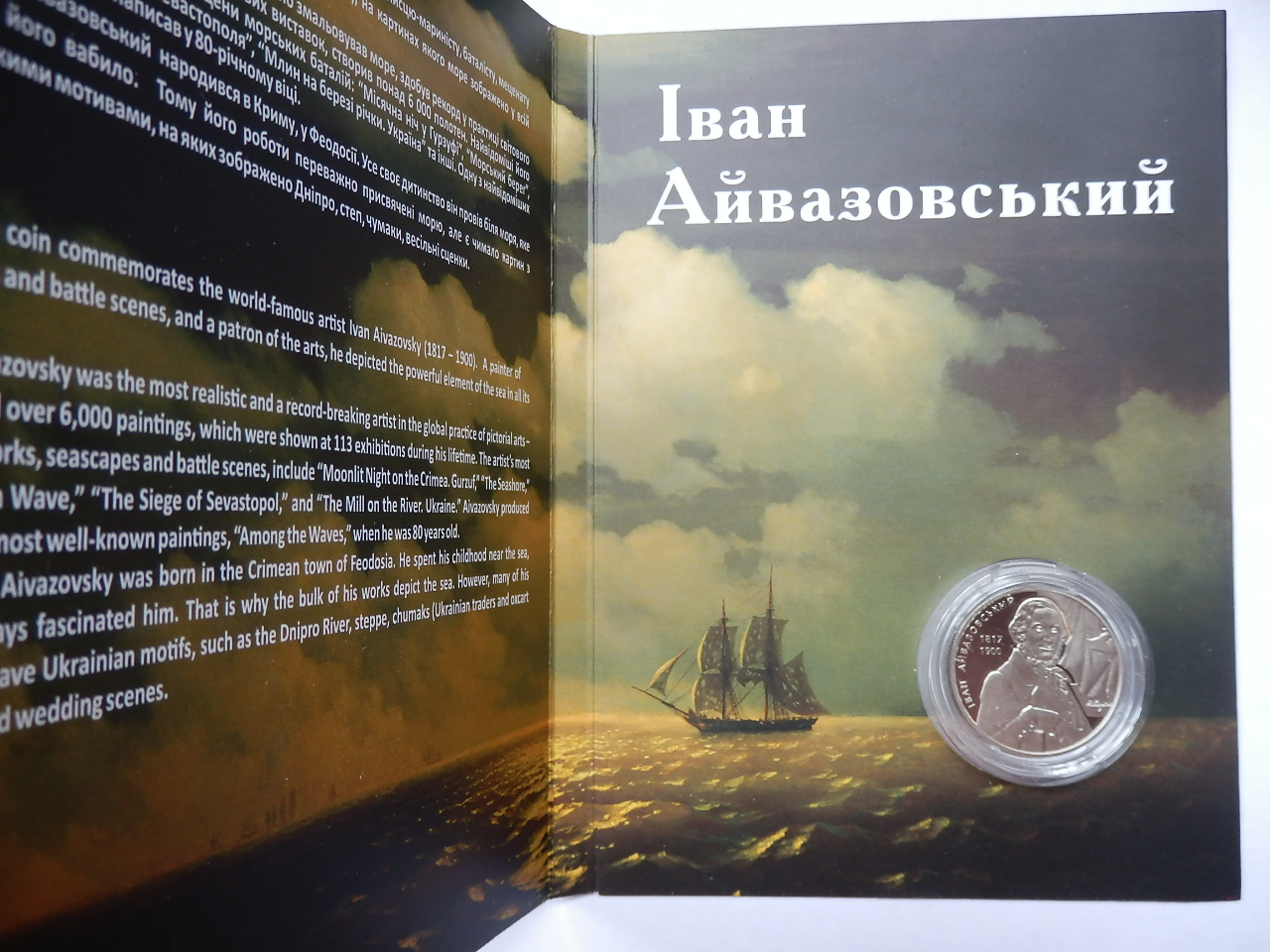
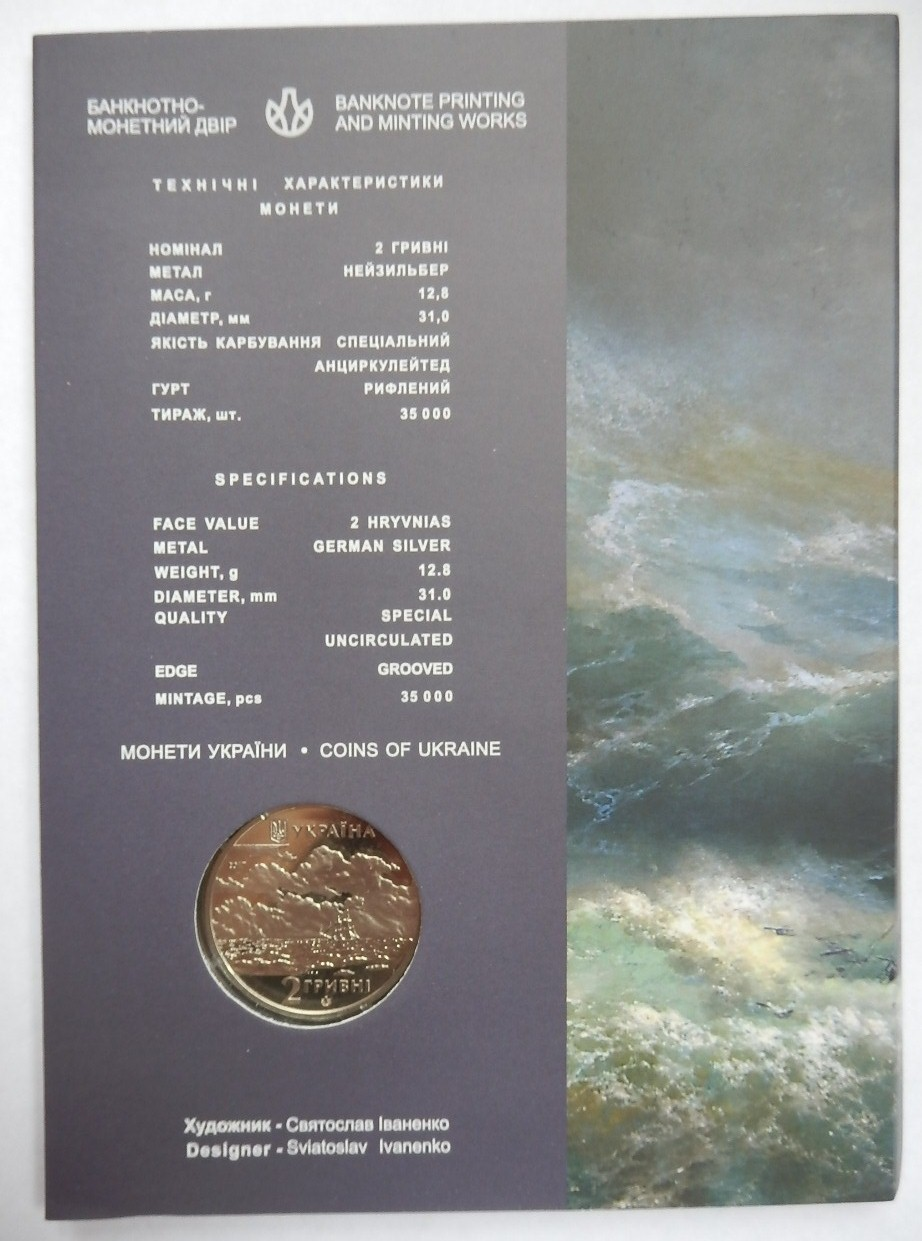

## Автори

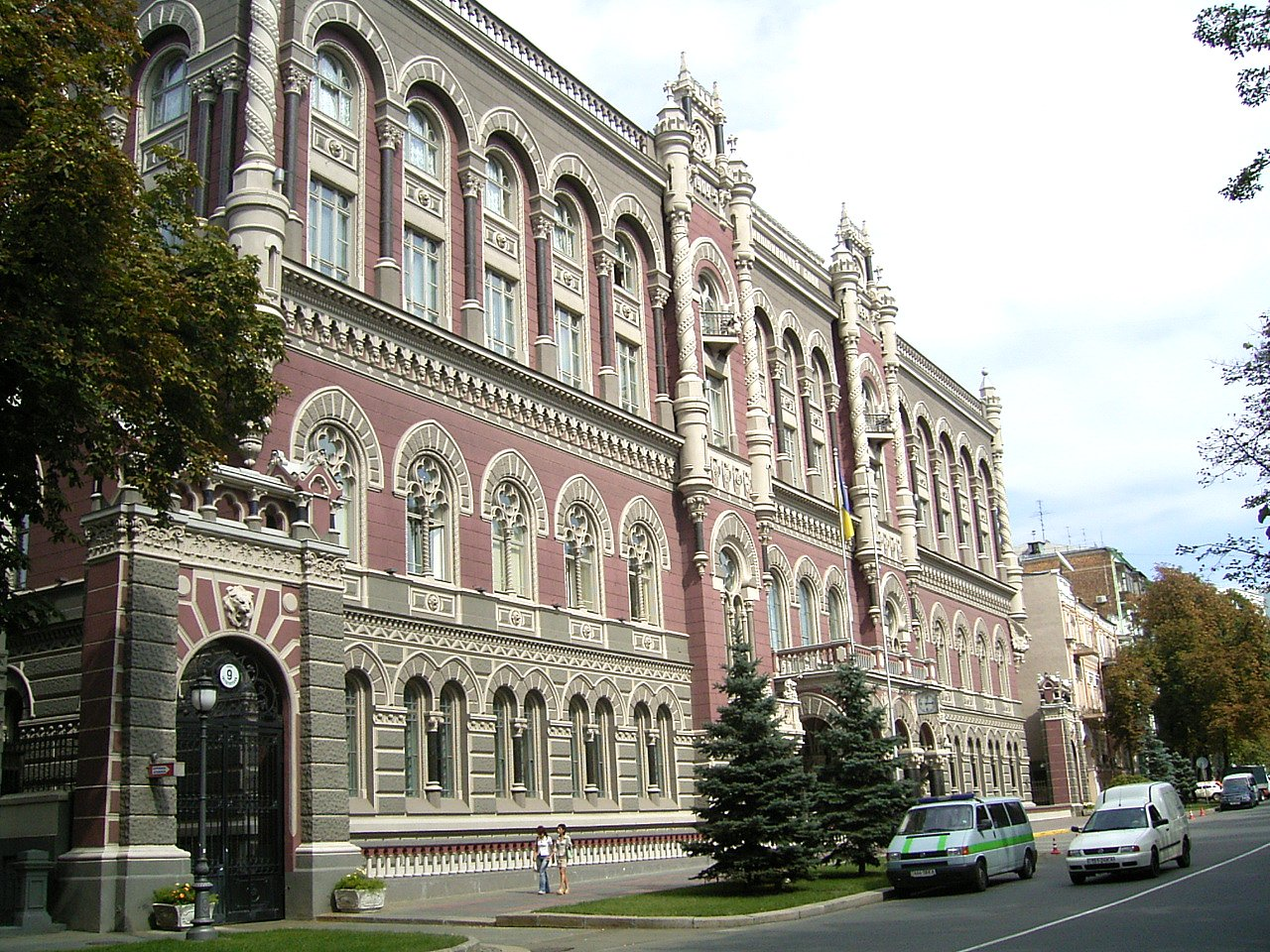
Будівля Національного банку України

- Художник — Іваненко Святослав.
- Скульптор — Іваненко Святослав.

## Вартість монети
Під час введення монети в обіг 2017 року, Національний банк України реалізовував монету через свої філії за ціною 35 гривень.
Фактична приблизна вартість монети, з роками змінювалася так:
| Рік        | 2018 | 2019 | 2020 | 2021 | 2022 | 2023 | 2024 | 2025 |
| ---------- | ---- | ---- | ---- | ---- | ---- | ---- | ---- | ---- |
| Ціна, грн. | 65   | 65   | 65   | 70   | 75   | 100  | 140  | 160  |